# Zębiełek smukłonogi
Zębiełek smukłonogi (Crocidura gracilipes) – gatunek owadożernego ssaka z rodziny ryjówkowatych (Soricidae). Znany tylko z holotypu nieznanego pochodzenia.  Miejsce, w którym znaleziono holotyp opisano jako "Auf der Reise nach dem Kilimandscharo" i najprawdopodobniej było to Kilimandżaro w Tanzanii. Ekologia, siedliska i liczebność populacji nie są znane. W Czerwonej księdze gatunków zagrożonych Międzynarodowej Unii Ochrony Przyrody i Jej Zasobów został zaliczony do kategorii DD (niedostateczne dane). Nie są znane żadne zagrożenia dla tego gatunku.